# La montaña (canción)
«La montaña» es una canción compuesta e interpretada por el músico argentino Luis Alberto Spinetta, incluida en su álbum solista Pelusón of milk editado en 1991. 
La versión del álbum está interpretada por Spinetta, con el acompañamiento de Guillermo Arrom en primera guitarra eléctrica y Claudio Cardone en teclados. 
Otra versión del tema fue interpretada por Spinetta y los Socios del Desierto en el célebre ciclo de recitales unplugged de la cadena MTV, incluido luego en el álbum Estrelicia MTV Unplugged. En esta versión la banda estuvo acompañada por Mono Fontana (teclados), Nico Cota (percusión) y Daniel Wirtz (percusión).
Spinetta reveló que el tema se refiere a los desaparecidos, a través de la metáfora de "la montaña" que es una montaña de ropa.

## Contexto
Spinetta venía de dos álbumes de estudio premiados como los mejores del año (Téster de violencia en 1988 y Don Lucero en 1989), un buen álbum en vivo (Exactas, 1990), un álbum recopilatorio (Piel de piel, 1990) y una clínica musical titulada El sonido primordial (1990) que fue editada como libro. Luego de semejante actividad, a la que se sumó haber recibido un shock eléctrico en un recital, Spinetta se apartó relativamente de los músicos de su banda y se refugió en el espacio privado de su familia.
En 1991 desapareció la Unión Soviética y el mundo comenzaba a transitar los primeros años de la década del '90, caracterizada por una mayor valoración social de lo privado -incluyendo el proceso de privatizaciones-, la riqueza y la fama, impulsada por un gran desarrollo de los medios de comunicación. "Aún quedan mil muros de Berlín" cantaría ese año en «Pies de atril».
Argentina por su parte dejaba atrás dos dramáticos brotes hiperinflacionarios en 1989 y 1990 que hundieron en la pobreza a la mayor parte de la población, a la vez que sucesivas leyes de impunidad dejaban en libertad a los criminales que habían cometido violaciones masivas de los derechos humanos en las décadas de 1970 y 1980.

## El álbum
Luego de un álbum "para pensar" como Téster de violencia y un álbum "para sentir" como Don Lucero, Spinetta tomó distancia de su banda y de las apariciones públicas, para concentrarse en su vida familiar, a la espera del bebé que gestaba su esposa, que finalmente nace mediante parto natural en su casa, con la presencia de toda la familia. Pelusón of milk es resultado de esa introspección, que recuerda otros álbumes creados en circunstancias similares, como Artaud y Kamikaze.

Está más ligado a mi vida que era "esperándola a Vera", porque eso es Pelusón of milk. Esos temas fueron hechos en mi casa, con el embarazo de la mamá, esperando a la beba... Muchos temas de Pelusón of milk están hechos de mí para mí. Es el intento de armar un enorme patio interior.
Luis Alberto Spinetta

El álbum fue grabado entre junio y septiembre de 1991, en el estudio que Spinetta había instalado dos años antes en su casa de la calle Elcano al 3200, en el barrio de Colegiales.

## El tema
El tema es el cuarto track (lado A) del álbum solista Pelusón of milk, un álbum introspectivo y centrado en lo familiar. La letra de la canción habla del "jardín", "del que se fue", de "las sombras", de los "cautivos" que ya no hay, y los vincula a "la montaña" ("mi montaña"), hablando luego de que "ya llega la aurora":

Andaré por el corral
Donde no hay cautivos ya
Pagarán por mi montaña
Pagarán por mi montaña...

Trepen a los techos ya llega la
Aurora
Trepen a los techos ya llega la
Aurora
«La montaña»

En una entrevista que le realizara su hija Catarina en 2008, Spinetta contó que él mismo quería saber qué era la montaña y que terminó dándose cuenta de que se refería a los desaparecidos:

Cuando la letra dice "la montaña", yo quería saber qué era "la montaña" y al final terminó siendo una montaña de ropa. No hay que acusarlo a eso de poco poético, porque en realidad está representando a los desaparecidos.
Luis Alberto Spinetta

En el momento que Spinetta compuso la canción (primer semestre de 1991), se había completado el ciclo de impunidad para los criminales que habían asesinado y hecho desaparecer a miles de personas en Argentina durante la última dictadura militar, a través de las leyes de Punto Final (1986) y Obediencia Debida (1987), elaboradas por el presidente Raúl Alfonsín y los indultos decretados por el presidente Carlos Menem en 1989 y 1990.
Spinetta a lo largo de su obra se mostró solidario y dolido por el genocidio que conformó la desaparición de personas y varios de sus temas y álbumes se relacionan con esa tragedia, como «Las golondrinas de Plaza de Mayo», «Maribel se durmió», «Resumen porteño» y El jardín de los presentes.

## El videoclip
Con el tema «La montaña» Spinetta realizó un videoclip que dirigió Eduardo "Dylan" Martí. El video muestra a Spinetta vestido con una bata arrastrando por un campo un tronco atado a una cuerda representando, según él mismo dice, "un ser que trabajosamente lleva atada su propia conciencia, su designio". En el campo va apareciendo ropa a modo de siluetas de personas, que se van amontonando hasta formar una montaña de ropa, mientras el personaje gira en círculos alrededor de la ropa "que es lo que se fue". Esa secuencia de imágenes alterna con otra secuencia que representa un Cristo adulto, pero haciendo de "Niño Dios" en el pesebre, interpretado por Aníbal "La Vieja" Barrios, histórico colaborador de Spinetta.
El video finaliza con una tercera secuencia de imágenes muestra a una familia en el momento en que la canción dice "Trepen a los techos ya llega la aurora", mientras el video muestra como la familia sube al techo de la casa, mientras le entregan una heladera marca "Aurora".
Spinetta explica la polisemia que sostiene ese sorpresivo final:

¡Es que durante treinta años te pasaron la misma propaganda! Entonces la aurora ya no es la aurora, es una heladera. Y para esa gente representa una doble aurora. No solo subir al techo a ver la aurora, sino, además, recibir una heladera.
Luis Alberto Spinetta, Martropía